# بالاژی
بالاژی (به لاتین: Balazhi) یک منطقهٔ مسکونی در روسیه است که در باشقیرستان واقع شده‌است.